# Nova Zelândia nos Jogos Paralímpicos de Verão de 2012
A Nova Zelândia foi um dos participantes dos Jogos Paralímpicos de Verão de 2012, na cidade de Londres, no Reino Unido.

## Medalhistas
| Atleta        | Esporte | Evento                            | Medalha |
| ------------- | ------- | --------------------------------- | ------- |
| Sophie Pascoe | Natação | 200 metros medley feminino - SM10 | Ouro    |
| Mary Fisher   | Natação | 200 metros medley feminino - SM11 | Ouro    |

## Desempenho

### Natação
Masculino
| Atletas      | Evento                 | Preliminares | Preliminares | Final       | Final       |
| Atletas      | Evento                 | Marca        | Posição      | Marca       | Posição     |
| ------------ | ---------------------- | ------------ | ------------ | ----------- | ----------- |
| Daniel Sharp | 50 metros livre - S13  | 25s16        | 10º          | Não avançou | Não avançou |
| Daniel Holt  | 50 metros livre - S13  | 25s89        | 13º          | Não avançou | Não avançou |
| Daniel Holt  | 100 metros livre - S13 | 55s23        | 10º          | Não avançou | Não avançou |
| Daniel Sharp | 100 metros livre - S13 | 55s88        | 12º          | Não avançou | Não avançou |
| Daniel Holt  | 400 metros livre - S13 | 4min17s63 Q  | 2º           | 4min12s66   | 4º          |

Feminino
| Atletas       | Evento                   | Preliminares | Preliminares | Final     | Final   |
| Atletas       | Evento                   | Marca        | Posição      | Marca     | Posição |
| ------------- | ------------------------ | ------------ | ------------ | --------- | ------- |
| Sophie Pascoe | 200 metros medley - SM10 | 2min28s73 Q  | 1º           | 2min25s65 |         |
| Mary Fisher   | 200 metros medley - SM11 | 2min51s90 Q  | 2º           | 2min46s91 |         |